# Río Negro (departement)
 For alternative betydninger, se Rio Negro.
Río Negro er et af de 19 departementer i Uruguay. Departementet har et areal på 9.282 kvadratkilometer og et indbyggertal (pr. 2004) på 53.989.
Río Negro-departementets hovedstad er byen Fray Bentos.
33°07′29″S 58°18′01″V / 33.1247°S 58.3003°V